# Krzyżownica wirginijska
Krzyżownica wirginijska (Polygala senega) – gatunek rośliny należący do rodziny krzyżownicowatych. Występuje w lesistych rejonach Ameryki Północnej. 

## Zastosowanie

### Roślina lecznicza
DziałanieWyciągi wodne z surowca, zawierające związki saponinowe działają wykrztuśnie i pobudzająco na czynność wydzielniczą błon śluzowych górnych dróg oddechowych. Duże dawki saponin drażnią żołądek, jelita, wywołują nudności, wymioty i biegunkę.
Główne związki aktywne to mieszanina saponin trójterpenowych, związki cukrowe, fitosterole, kwas salicylowy, sole mineralne. Wyciąg wodny z surowca stosuje się w ostrych i przewlekłych nieżytach górnych dróg oddechowych, zwłaszcza w zapaleniu oskrzeli i tchawicy, zalegającej gęstej wydzielinie, trudnościach w odksztuszaniu, pomocnico w pylicy, gruźlicy i dychawicy oskrzelowej. Nie powinno się go stosować w okresie ciąży oraz karmienia piersią.